# Scavenger-Pathway
Der Scavenger-Pathway oder Scavenger-Rezeptorweg ist ein alternativer Weg zum LDL-Rezeptor-Weg beim Transport von endogenem Cholesterin aus der Leber über das Lipoprotein LDL in empfängliche, LDL-bindende, Scavenger-Rezeptor-tragende Gewebszellen.

## Funktion
Die Scavenger-Rezeptoren des Scavenger-Pathways sind am Fettstoffwechsel und der angeborenen Immunantwort beteiligt.
Der Hauptteil des cholesterinreichen LDL wird beim gesunden Menschen zu zwei Dritteln über LDL-Rezeptoren in die Zellen aufgenommen. LDL-Rezeptoren sind sättigbar. Bei Überangebot an Cholesterol beziehungsweise LDL wird die Menge der Rezeptoren an der Zelloberfläche herunterreguliert. Die Aufnahme des restlichen Anteils erfolgt über die Scavenger-Rezeptoren, die gegenüber den LDL-Rezeptoren nicht sättigbar sind und selbst oxidativ verändertes LDL erkennen und eine Aufnahme in die Zellen gewährleisten.

## Bedeutung bei Krankheiten
Die Scavenger-Rezeptoren befinden sich unter anderem auf Makrophagen. Bei Überladung der Makrophagen mit Cholesterol wandeln sich diese in sogenannte Schaumzellen um, die einen typischen Bestandteil arteriosklerotischer Plaques bilden.